# 610. pehotni polk (Wehrmacht)
Za druge 610. polke glejte 610. polk.
610. pehotni polk (izvirno nemško Infanterie-Regiment 610) je bil eden izmed pehotnih polkov v sestavi redne nemške kopenske vojske med drugo svetovno vojno.

## Zgodovina
Polk je bil ustanovljen 15. junija 1941 kot polk 16. vala v WK XII iz tu nastanjenih nadomestnih enot WK VIII.
30. junija 1941 je bil polk preimenovan v 610. pehotni nadomestni polk, dodeljen 202. pehotni nadomestni brigadi in poslan v Generalno guvernijo.